# Salento
Salento, tudi Salentinski polotok je ime 100 km dolgega in 40 km širokega polotoka na skrajnem jugovzhodu Italije in ga pogosto imenujejo peta italijanskega škornja, ki leži med Tarantskim zalivom, ki je del Jonskega morja in Otrantskim prelivom (vrati) med Jonskim in Jadranskim morjem.
Upravno spada polotok v deželo Apulijo in vključuje pokrajino Lecce ter dele pokrajin Taranto in Brindisi. Starejša imena za polotok so Iapygia, Messapia, Calabria in Sallentina. Najjužnejša točka Salenta je Punta Ristola.
Najpomembnejša mesta na polotoku Salento so Lecce, Brindisi, (Taranto), Gallipoli, (Martina Franca), Nardò, Maglie, Ostuni in Otranto.

## Zgodovina
Jame (Grotta Zinzulusa) so bile najdene že v prazgodovini, dolmeni in menhirji pa so ohranjeni kot ostanki zgodnje kmečke kulture. V starih časih so to območje naseljevali Mesapi, ilirsko pleme, ki je moralo braniti svojo neodvisnost v vojnah proti grški naselbini Taras (sodobni Taranto). Herodot poroča o vojni okoli leta 474 pr. n. št. med Tarasom in Lega Peuceta (zveza iz okolice Barija), ki jo je podpirala Lega Messapica. V tem spopadu so lahko Mesapi obdržali prednost po več letih vojne, od približno leta 280 pr. n. št., pred našim štetjem pa je Rimska republika pridobila prevlado v vsej Spodnji Italiji (glej Pirova vojna).
Med 9. in 10. stoletjem so Salento pogosto napadali Saraceni. Leta 927 so muslimani zasedli mesto Taranto, ki ga je le štirideset let pozneje obnovil bizantinski cesar Nikefor II. Fokas. Po normanski osvojitvi je bila ustanovljena grofija Lecce in leta 1088 kneževina Taranto. Zlasti Lecce, rojstni kraj normanskega kralja Tancreda, se je v srednjem veku razvil v glavno mesto polotoka Salento, ki so ga takrat imenovali tudi Terra d'Otranto.
Nekatere priče tistega časa so aragonski grad v Otrantu, grad v Acayi in številni gradovi Staufovcev. Dobro ohranjen je tudi stolp Moro v Galatonu, ki je pripadal utrjeni kmetiji "Masseria Vasce", in majhna kapelica San Pietro in Vicolo. 

## Jezik
Italijansko narečje, ki se govori v Salentu, je popolnoma drugačno od tistih, ki se govorijo v preostali Apuliji. Namesto tega je s svojimi odprtimi samoglasniki podoben sicilijanskemu idiomu. Dobro znana pesem v tem idiomu je Lu pisci spada Domenica Modugna, tragična ljubezenska zgodba dveh mečaric.
Poleg tega obstaja tudi nekaj otokov grškega jezika, ki so verjetno nastali s srednjeveško selitvijo. Grki so se naselili predvsem v Salentinskem mestnem trikotniku Gallipoli, Nardò, Otranto (vsa grška imena). Okoli leta 1500 je grško skupnost sestavljalo 24 župnij; do konca 18. stoletja se je zmanjšalo na 15. Danes je v starodavni Graecia salentina le osem najdišč, v katerih je Griko v današnjem narečju: Sternatia, Martingnano, Calimera, Corigliano, Zollino, Martano, Castrignano in Soleto.

## Arhitektura
Salento se od ostale Apulije razlikuje tudi po arhitekturi. Tradicionalna stanovanja so zgrajena v grškem slogu, tj. so pobeljena in imajo ravno streho. Zgodovinska mestna središča pa so v glavnem zgrajena v baročnem slogu - leccejski barok s tipičnimi salentinskimi detajli, kot so bujno poslikana pročelja palač in cerkva. Najbolj priljubljen gradbeni material je bila pietra leccese, skala tople rdečkasto rumene barve.
V preostalem delu Apulije je tipičen zgodovinski arhitekturni slog, v nasprotju s Salentom, pretežno španski baročni ali romanski slog.